# Collegio uninominale Campania 2 - 03 (2017)
Il collegio elettorale uninominale Campania 2 - 03 è stato un collegio elettorale uninominale della Repubblica Italiana per l'elezione della Camera dei deputati tra il 2017 ed il 2022.

## Territorio
Come previsto dalla legge elettorale italiana del 2017, il collegio era stato definito tramite decreto legislativo all'interno della circoscrizione Campania 2.
Era formato dal territorio di 19 comuni: Arienzo, Capodrise, Casagiove, Casapulla, Caserta, Castel Morrone, Cervino, Curti, Macerata Campania, Maddaloni, Marcianise, Portico di Caserta, Recale, San Felice a Cancello, San Marco Evangelista, San Nicola la Strada, San Prisco, Santa Maria a Vico e Valle di Maddaloni.
Il collegio era quindi interamente compreso nella provincia di Caserta.
Il collegio era parte del collegio plurinominale Campania 2 - 02.

## Eletti
| Elezione | Elezione | Deputato           | Partito            |
| -------- | -------- | ------------------ | ------------------ |
|          | 2018     | Antonio Del Monaco | Movimento 5 Stelle |

## Dati elettorali

### XVIII legislatura
Come previsto dalla legge elettorale, 232 deputati erano eletti con sistema a maggioranza relativa in altrettanti collegi uninominali a turno unico.
| Candidati              | Candidati                    | Voti    | %     | Liste                                | Voti    | %     |
| ---------------------- | ---------------------------- | ------- | ----- | ------------------------------------ | ------- | ----- |
|                        | Antonio Del Monaco ✔️ Eletto | 90 512  | 54,52 | Movimento 5 Stelle                   | 90 512  | 54,52 |
|                        | Lucrezia Cicia               | 40 795  | 24,57 | Forza Italia                         | 26 364  | 15,88 |
| Lega                   | Lucrezia Cicia               | 40 795  | 24,57 | 7 588                                | 4,57    |       |
| Fratelli d'Italia      | Lucrezia Cicia               | 40 795  | 24,57 | 5 896                                | 3,55    |       |
| Noi con l'Italia - UDC | Lucrezia Cicia               | 40 795  | 24,57 | 947                                  | 0,57    |       |
|                        | Angela Letizia               | 26 148  | 15,75 | Partito Democratico                  | 17 942  | 10,81 |
| Italia Europa Insieme  | Angela Letizia               | 26 148  | 15,75 | 4 435                                | 2,67    |       |
| +Europa                | Angela Letizia               | 26 148  | 15,75 | 2 567                                | 1,55    |       |
| Civica Popolare        | Angela Letizia               | 26 148  | 15,75 | 1 204                                | 0,73    |       |
|                        | Filomena Diodato             | 3 408   | 2,05  | Liberi e Uguali                      | 3 408   | 2,05  |
|                        | Rosa Maria Clemente          | 1 621   | 0,98  | Potere al Popolo!                    | 1 621   | 0,98  |
|                        | Tiziana Bisogno              | 889     | 0,54  | CasaPound                            | 889     | 0,54  |
|                        | Mario Romanelli              | 804     | 0,48  | Il Popolo della Famiglia             | 804     | 0,48  |
|                        | Francesco Materazzo          | 739     | 0,45  | Italia agli Italiani                 | 739     | 0,45  |
|                        | Gianmarco Chilelli           | 417     | 0,25  | Partito Comunista                    | 417     | 0,25  |
|                        | Girolamo Petracco            | 280     | 0,17  | Per una Sinistra Rivoluzionaria      | 280     | 0,17  |
|                        | Giuseppe Colella             | 251     | 0,15  | Partito Valore Umano                 | 251     | 0,15  |
|                        | Rosanna Santoro              | 143     | 0,09  | Lista del Popolo per la Costituzione | 143     | 0,09  |
| Totale                 | Totale                       | 166 007 | 100   |                                      | 166 007 | 100   |
|                        |                              |         |       |                                      |         |       |
| Voti non validi        | Voti non validi              | 5 878   | 3,42  |                                      |         |       |
| Votanti                | Votanti                      | 171 885 | 70,48 |                                      |         |       |
| Elettori               | Elettori                     | 243 869 |       |                                      |         |       |